# Susa
Susa (En persa, شوش Shush; hebreo: שׁוּשָׁן Shushān; griego: Σοῦσα ; en siríaco: ܫܘܫ Shush; persa antiguo Çūšā) era una antigua ciudad de los imperios iraníes protoelamita, elamita, primer imperio persa, seleúcida y parto, y una de las ciudades más importantes del Antiguo Oriente Próximo. Se encuentra situada en la parte inferior de los montes Zagros a unos 250 km al este del río Tigris, entre los ríos Karkheh y Dez, en el sudoeste del actual Irán.
Hoy en día, de la antigua ciudad solo queda un gran campo de ruinas. La moderna ciudad iraní de Shush se encuentra en el lugar de la antigua Susa. Shush es la capital administrativa del condado de Shush de la provincia de Juzestán. Tenía una población de 64.960 habitantes en 2005.

## Nombre
En elamita, el nombre de la ciudad se escribía de varias maneras Ŝuŝan, Ŝuŝun, etc. y aparentemente se pronunciaba Susən. Šušan fue invadida por el imperio babilonio y el asirio en violentas campañas. El origen de la palabra Susa procede de la deidad local Inshushinak. Tras la conquista babilónica, el nombre fue malinterpretado y relacionado con el término semítico šušan, ‘lirio’.

## Tradiciones literarias

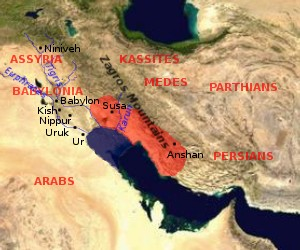
Mapa que muestra la región del reino elamita (en rojo) y las zonas vecinas. Se muestra la extensión aproximada en la Edad del Bronce del golfo Pérsico.

Susa fue una de las ciudades más importantes del Antiguo Oriente Próximo. En literatura histórica, Susa aparece en los primeros documentos sumerios: por ejemplo, se la describe como uno de los lugares sometidos a la obediencia de Inanna, deidad propia de Uruk, en Enmerkar y el señor de Aratta.

### Textos bíblicos
Se menciona a Susa en el Ketuvim de la Biblia hebrea con el nombre de Shushan, principalmente en Ester, pero también una vez en el de Nehemías y en el de Daniel. Tanto Daniel como Nehemías vivieron en Susa durante el cautiverio de Babilonia, del siglo VI a. C. Ester se convierte allí en reina, al casarse con el rey Asuero, y salva a los judíos del genocidio. Una tumba que se cree que pertenece a Daniel se encuentra en la zona, conocida como Shush-Daniel; sin embargo la estructura actual es en realidad una construcción muy posterior que data de finales del siglo XIX, alrededor del año 1871. Susa vuelve a mencionarse en el Libro de los Jubileos (8:21 & 9:2) como uno de los lugares que fueron herencia de Sem y su hijo mayor, Elam; y en 8:1, "Susan" aparece también como el nombre de un hijo (o hija, en algunas traducciones) de Elam.

### Textos griegos
La mitología griega atribuyó la fundación de Susa al rey Memnón de Etiopía, un personaje que aparece en el relato épico de la guerra de Troya, la Ilíada de Homero.

## Excavaciones

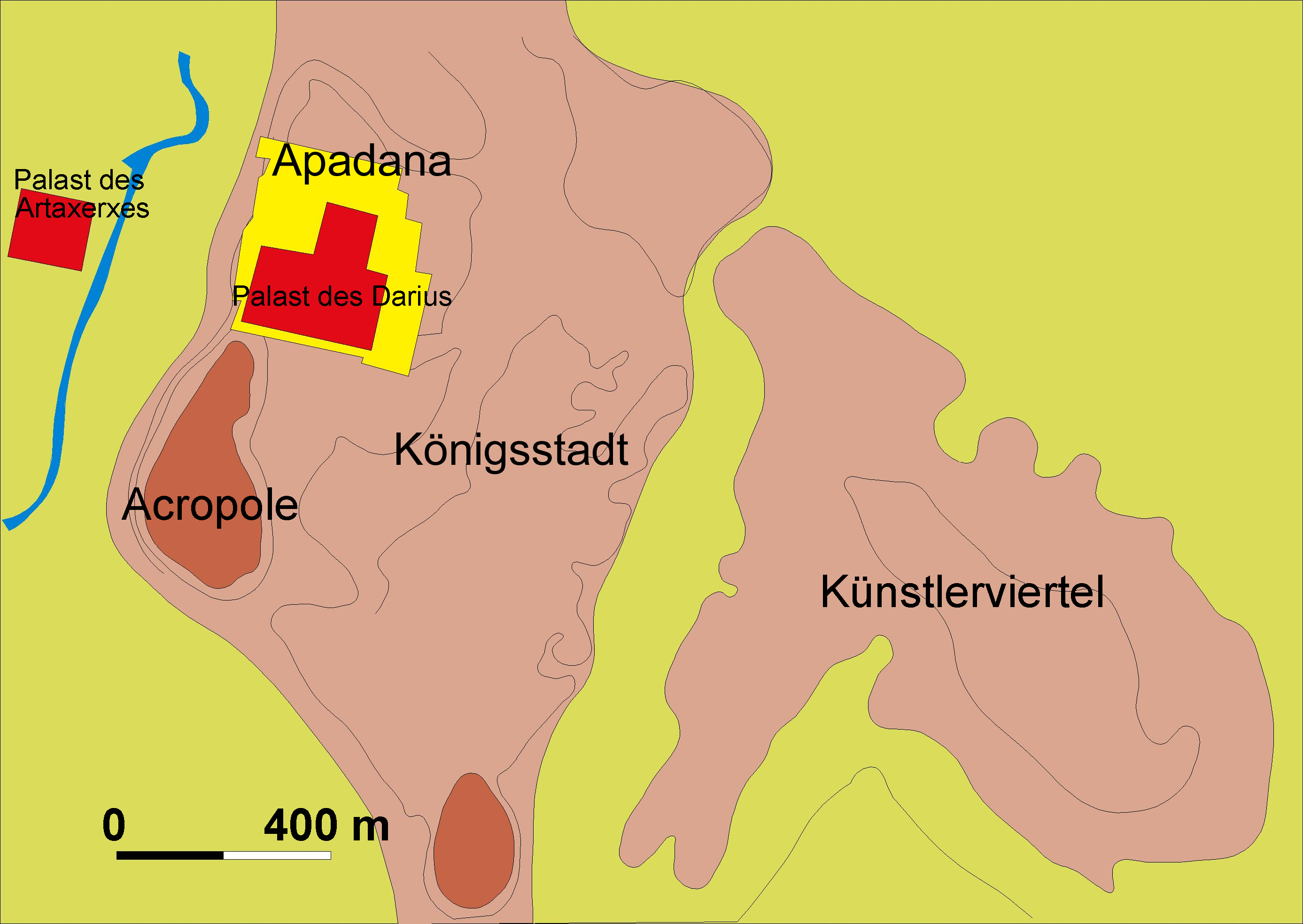
Yacimiento de Susa.

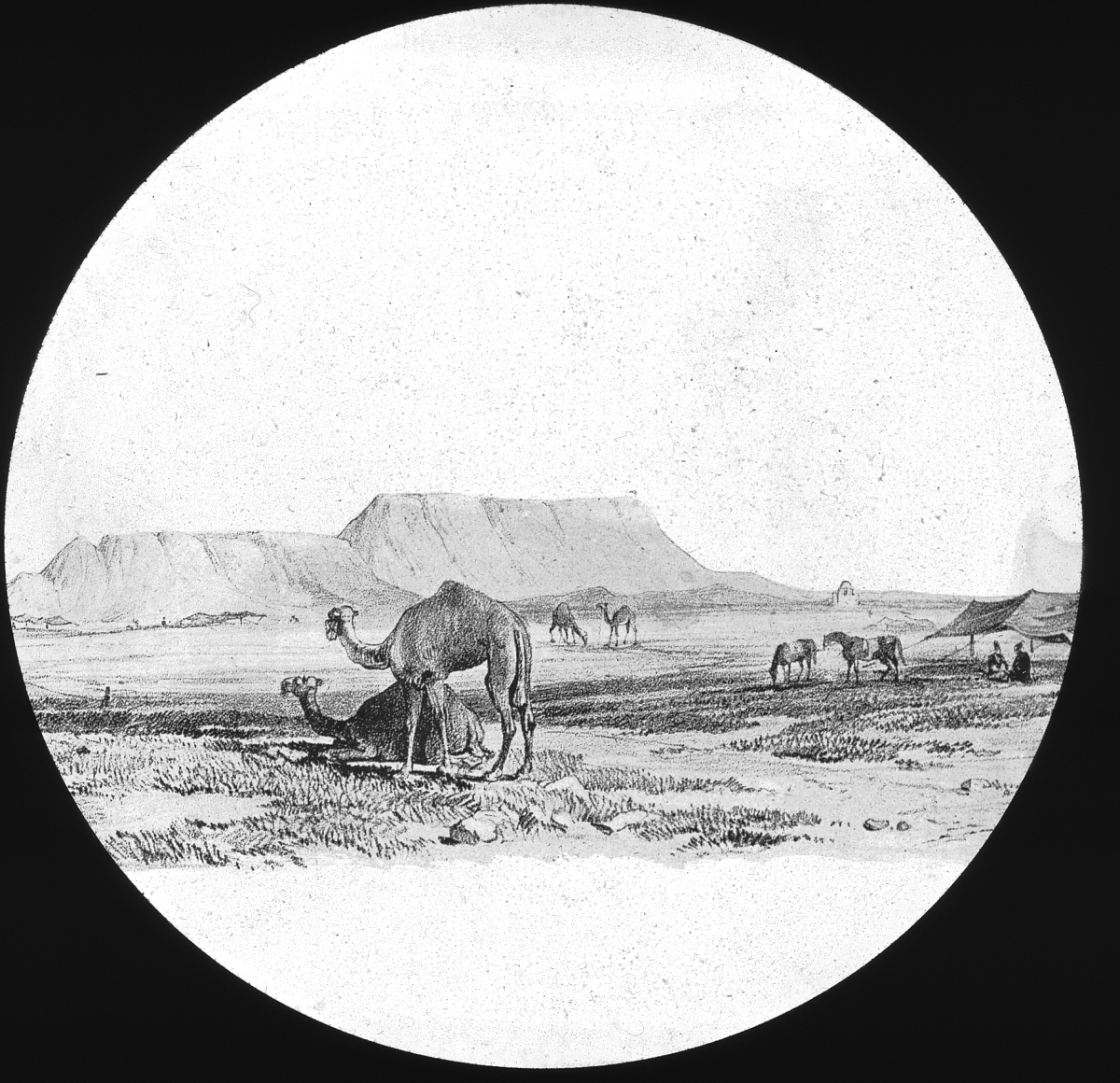
Airia, ruinas de Susa en los Archivos del Museo de Brooklyn, Colección archivística Goodyear.

El yacimiento fue examinado en 1836 por Henry Rawlinson y luego por A. H. Layard. En 1851 William Loftus hizo modestas excavaciones y fue quien identificó el yacimiento como Susa. En 1885 y 1886 Marcel-Auguste Dieulafoy y Jane Dieulafoy comenzaron las primeras excavaciones francesas.
Jacques de Morgan realizó excavaciones más amplias entre 1897 y 1911. Estos esfuerzos continuaron con Roland De Mecquenem hasta 1914, a comienzos de la Primera Guerra Mundial. El trabajo francés en Susa se retomó después de la guerra, liderado por De Mecquenem, y siguió hasta 1940, ya con la Segunda Guerra Mundial. Los resultados arqueológicos del último período fueron escasamente publicados y hay intentos en desarrollo para remediar esta situación.
Roman Ghirshman asumió la dirección de los esfuerzos franceses en 1946, después del final de la guerra. Continuó allí hasta 1967. Ghirshman se concentró en excavar una sola parte del yacimiento, la llamada "Ville Royale" ('ciudad real') de una hectárea, profundizando hasta la tierra desnuda. La cerámica encontrada en los diversos niveles permitió el desarrollo de una estratigrafía para Susa.
Durante los años 1970 las excavaciones se reemprendieron bajo la dirección de Jean Perrot.

## Primeros asentamientos
Susa es uno de los más antiguos asentamientos de la región, probablemente fue fundado como una aldea alrededor del 4000 a. C., pero los arqueólogos han datado las primeras trazas de la villa neolítica habitada en 7000 a. C. Hay evidencias de una civilización de cerámica pintada que se ha datado en h. 5000 a. C. Las vasijas de cerámica pintada de Susa de principios del primer estilo son una versión regional y tardía de la tradición de cerámica obeida mesopotámica que se extendió por todo Oriente Próximo durante el V milenio a. C.
En la historia de las ciudades, Susa es uno de los asentamientos más antiguos que se conocen en la región. Basándose en la datación de C14, la fundación del asentamiento allí tuvo que ocurrir tan pronto como el 4395 a. C. (una datación calibrada por radiocarbono). En esta etapa, la ciudad ya era muy grande para la época, alrededor de 15 hectáreas.
La fundación de Susa se correspondía con el abandono de pueblos cercanos. Potts sugiere que la ciudad pudo haberse fundado para intentar restablecer el asentamiento, previamente destruido, de Chogha Mish. Previamente Chogha Mish fue también un asentamiento muy grande y presentaba una plataforma maciza similar a la que más tarde se construyó en Susa.
Otro asentamiento importante en la zona es Chogha Bonut, que fue descubierto en 1976.

### Período Susa I
Poco después de que Susa fuera habitada por vez primera hace más de 6000 años, sus habitantes erigieron un templo sobre una monumental plataforma que se alzaba sobre el paisaje de la llanura circundante. La naturaleza excepcional del lugar aún se reconoce hoy en lo artístico de los recipientes de cerámica que fueron colocados como ofrendas en un millar o más de tumbas cerca de la base de la plataforma del templo. 
El primer asentamiento de Susa se conoce como período Susa I (h. 4200-3900 a. C.). Dos asentamientos que los arqueólogos han denominado Acrópolis (7 ha) y Apadana (6,3 ha), más tarde se fusionarían para formar Susa propiamente dicha (18 ha).  La Apadana fue encerrada en muros de tapial de seis metros de ancho (este lugar en particular se llama Apadana porque también contiene una estructura aqueménida posterior de este tipo).

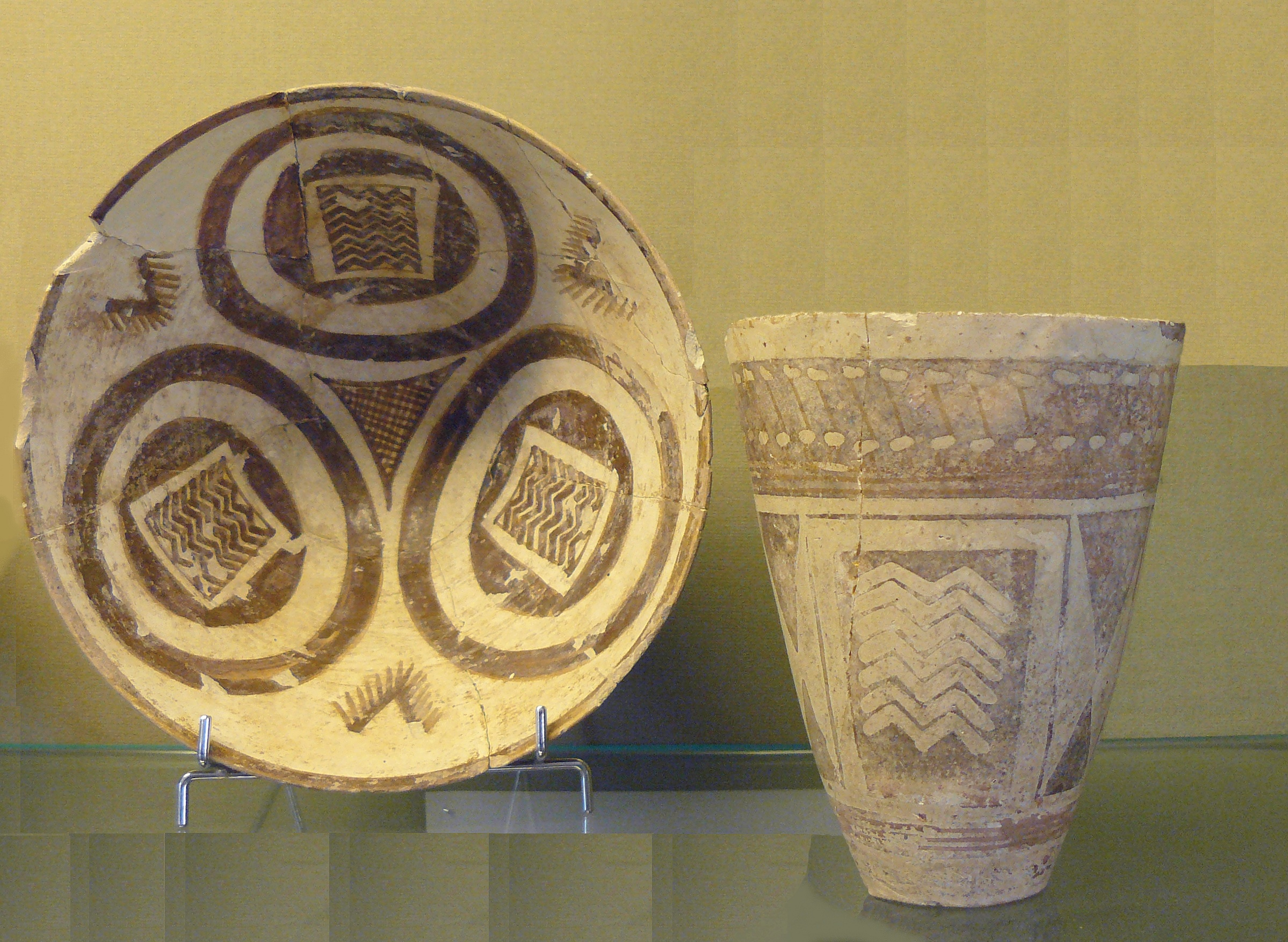
Cáliz y copa, Irán, estilo Susa I, IV milenio a. C. - Período de El Obeid; el cáliz mide unos 12 cm; Sèvres – Cité de la céramique.

Casi dos mil jarros de estilo Susa I se recuperaron en el cementerio y la mayor parte de ellos están hoy en día en el Louvre. Los recipientes encontrados son un testimonio elocuente de los logros artísticos y técnicos de sus hacedores y ofrecen claves sobre la organización de la sociedad que los encargó.
El estilo Susa I fue en gran medida un producto del pasado y de influencias de las industrias de cerámica contemporáneas en las montañas de Irán occidental. La coincidencia en estrecha asociación de vasijas de tres tipos —un cáliz para beber, un plato para servir y una pequeña jarra— implica el consumo de tres tipos de comida, que aparentemente se necesitaban para la vida de ultratumba de la misma manera que lo eran en este mundo. Cerámicas con estas formas, que estaba pintada, constituye una gran proporción de los recipientes del cementerio. Otras que tienen un aspecto más grosero, para cocinar, jarras y boles, con simples bandas pintadas sobre ellas, fueron posiblemente ofrendas funerarias para tumbas de ciudadanos más humildes así como adolescentes y, quizás, niños. La cerámica ha sido realizada a mano cuidadosamente. Aunque pudo haberse empleado una rueda lenta, la asimetría de las vasijas y la irregularidad de las líneas circundantes y las bandas indican que la mayor parte del trabajo se hizo a mano alzada. 
También está testimoniada en este período metalurgia en cobre, que era contemporánea de obras en metal en algunos yacimientos de las tierras altas de Irán como Tappeh Sialk.

### Susa II y la influencia de Uruk

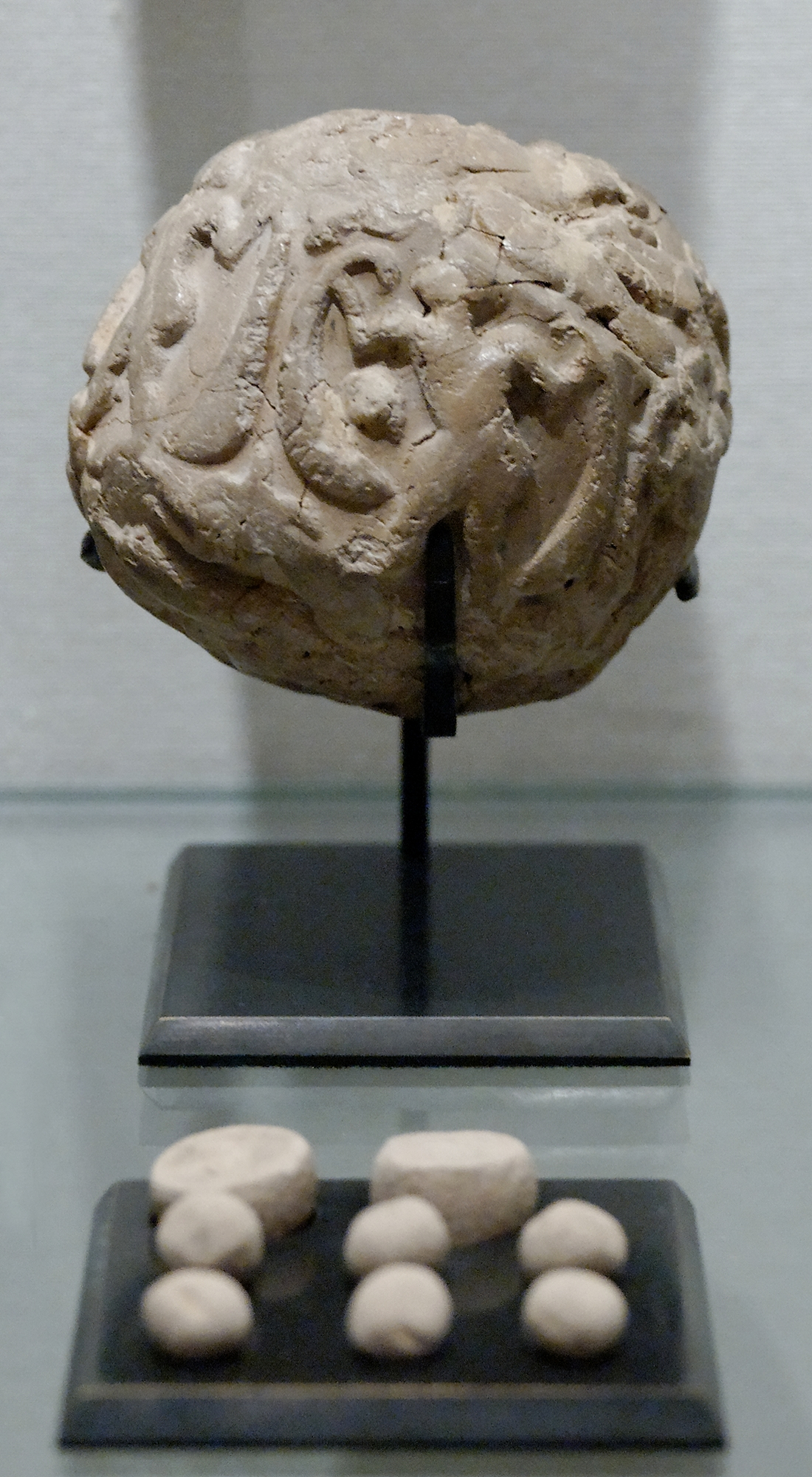
Sobre globular con los objetos de contabilidad. Arcilla, período uruk (h. 3500 a. C.). Del Tell de la Acrópolis en Susa. Museo del Louvre.

Susa entró en la esfera de influencia cultural de Uruk durante el período de Uruk. Una imitación de todo el aparato estatal de Uruk, protoescritura, sellos cilíndricos con motivos sumerios, y arquitectura monumental, todo ello se puede encontrar en Susa. Según algunos estudiosos, puede que Susa fuera una colonia de Uruk.
Hay cierta discusión sobre la periodización comparativa de Susa y Uruk en esta época, así como alrededor de la extensión de la influencia de Uruk en Susa. La investigación reciente indica que el período de Uruk temprano se corresponde al período de Susa II.
D. T. Potts arguye que la influencia de la región de Juzestán en las tierras altas iraníes, en Susa, fue más significativa en el período temprano y también continuó más adelante. Así, Susa combinó la influencia de dos culturas, la de la meseta y la de las llanuras aluviales. También insiste Potts en el hecho de que la escritura y los sistemas de numeración de Uruk no fueron simplemente tomados prestados en Susa al por mayor; más bien, se produjo un préstamo parcial y selectivo, que fue adaptado a las necesidades de Susa. A pesar del hecho de que Uruk era todavía más grande que Susa en la época, Susa no fue su colonia, pero aún mantuvo alguna independencia durante largo tiempo, según Potts.
Algunos estudiosos creen que Susa fue parte de la más amplia cultura de Uruk. Holly Pittman, una historiadora del arte de la Universidad de Pensilvania en Filadelfia, dice que "los susánidas participan totalmente de la forma de vida de Uruk. No son culturalmente distintos; la cultura material de Susa es una variación regional de la llanura mesopotámica". Gilbert Stein, director del Instituto Oriental de la Universidad de Chicago, dice que "Una expansión que en el pasado se creyó que había durado menos de 200 años ahora aparentemente continuó durante 700 años. Cuesta pensar en ningún sistema colonial que durase tanto. La expansión del material de Uruk no evidencia una dominación de Uruk; pudo haber sido una elección local".

### Período Susa III
Susa III (3100–2700 a. C.) es también conocido como período "protoelamita". En esta época predomina la cerámica del período Banesh. Es también aquí cuando aparecen por vez primera tablillas protoelamitas. Posteriormente Susa se convirtió en el centro de la civilización de Elam.
En esta época aparecen en documentos sumerios referencias ambiguas a Elam. Susa entra en la historia durante el período Dinástico Arcaico de Sumer. Está documentada una batalla entre Kish y Susa en 2700 a. C.

## Elamitas
Más adelante se convertiría en la capital del Imperio elamita. En el período sumerio, Susa fue la capital de un estado llamado Susiana (Šušan), que ocupó aproximadamente el mismo territorio que la moderna provincia de Juzestán con centro en el río Karún. El control de Susiana fue variando entre Elam, Sumer y los acadios. A Susiana a veces se la confunde como sinónimo de Elam pero, según F. Vallat, fue una entidad política y cultural diferente.
Susiana fue incorporada por Sargón el Grande a su imperio acadio alrededor del año 2330 a. C.

### Kutik-Inshushinnak

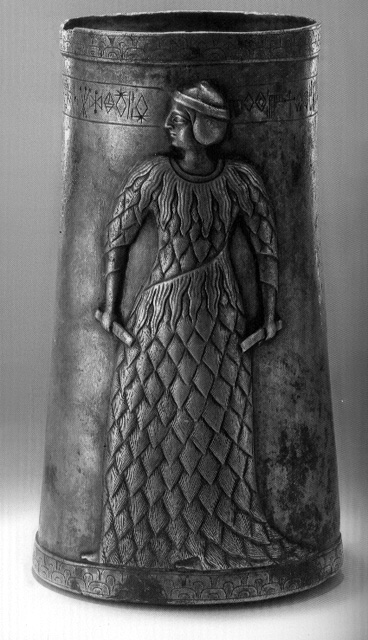
Copa de plata procedente de Marvdasht, Irán, con una inscripción elamita lineal de la época de Kutik-Inshushinnak. Museo Nacional de Irán.

Susa fue la capital de una provincia acadia hasta alrededor del año 2100 a. C. cuando su gobernador, Kutik-Inshushinnak, se rebeló e hizo de ella un estado independiente y un centro literario. También fue el último de la dinastía awan según la lista de reyes de Susa. Unificó los territorios vecinos y se convirtió en rey de Elam. Animó el uso de la escritura elamita lineal, que sigue sin haberse descifrado. 
La ciudad fue posteriormente conquistada por la dinastía neosumeria Ur-III y la conservó hasta que Ur finalmente cayó en manos de los elamitas bajo Kindattu en alrededor de 2004 a. C. En esta época Susa se convirtió en capital elamita bajo la dinastía epártida.

### Período elamita medio
Alrededor del año 1500 a. C. comenzó el período elamita medio con el surgimiento de las dinastías anshanitas. Su gobierno se caracterizó por una "elamización" de Susa, y los reyes asumieron el título de "rey de Anshán y Susa". Mientras que, previamente, el idioma acadio fue frecuentemente usado en inscripciones, los reyes posteriores, como la dinastía igihálkida de h. 1400 a. C., intentaron usar el elamita. Así el idioma y la cultura elamita crecieron en importancia en Susiana.
También fue esta la época en la que el panteón elamita se impuso en Susiana. Esta política alcanzó su cumbre con la construcción del complejo religioso y político de Choga Zanbil, a 30 km al sudeste de Susa.
Hacia el año 1175 a. C., los elamitas bajo Shutruk-Nahhunte saquearon la estela original que tenía inscrito el Código de Hammurabi, las primeras leyes escritas que se conocen en el mundo, y se la llevaron a Susa. Los arqueólogos la encontraron en 1901. Nabucodonosor I del imperio babilónico saqueó Susa alrededor de cincuenta años después.

## Neoasirios

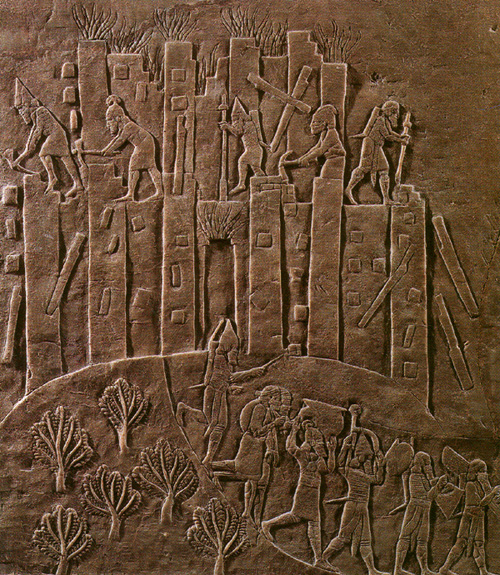
La brutal campaña de Asurbanipal contra Susa en 647 a. C. está documentada en este relieve. Surgen las llamas en la ciudad, conforme los soldados asirios la derriban con picos y palancas y se llevan los despojos.

En 647 a. C. el rey neoasirio Asurbanipal arrasó la ciudad durante una guerra en la que el pueblo de Susa participó con el otro lado. Una tablilla desenterrada en 1854 por Austen Henry Layard en Nínive revela a Asurbanipal como un "vengador", buscando compensar las humillaciones que los elamitas habían infligido a los mesopotámicos a lo largo de los siglos:

"Susa, la gran ciudad sagrada, morada de sus dioses, sede de sus misterios, yo la conquisté. Entré en sus palacios, abrí sus tesoros donde se amasaban la plata y el oro, los bienes y la riqueza,... Yo destruí el zigurat de Susa. Aplasté los brillantes cuernos de cobre. Reduje a los templos de Elam a la nada; sus dioses y diosas, yo los lancé al viento. Las tumbas de sus reyes, antiguos y recientes, los devasté, expuse al sol, y me llevé sus huesos a la tierra de Asur. Yo devasté las provincias de Elam y, en sus tierras, sembré sal."

El dominio asirio sobre Susa empezó en el año 647 a. C. y duró hasta la captura meda de Susa en el 617 a. C.

## Tras la conquista persa

### Período aqueménida

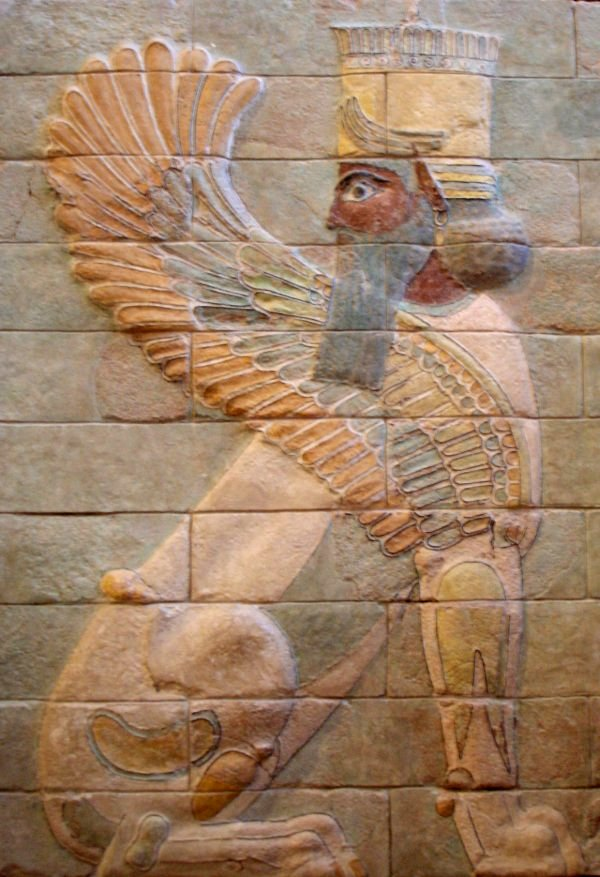
Esfinge de Darío I de Persia en el palacio de Susa.

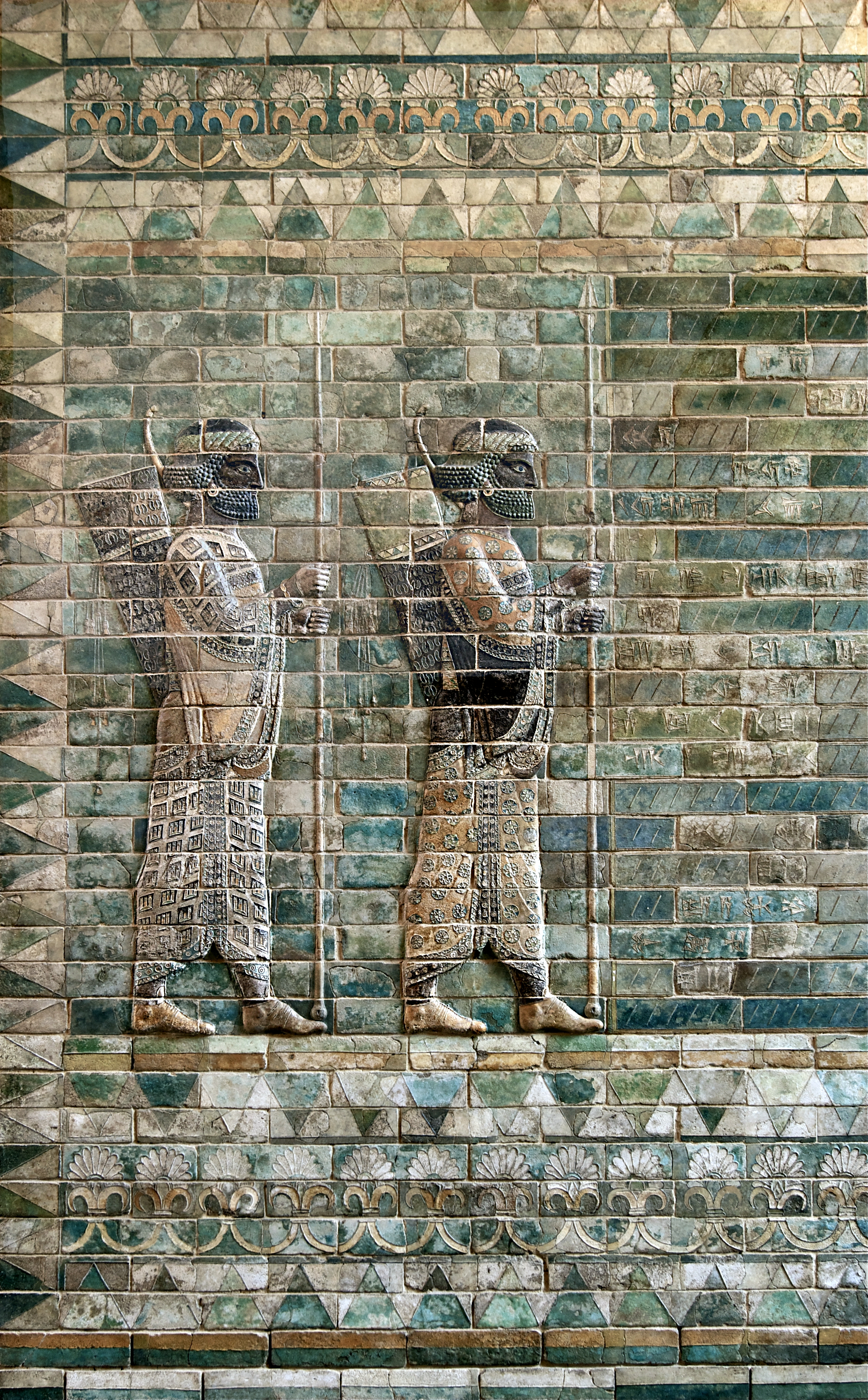
Friso de arqueros del palacio de Darío en Susa. Detalle del principio del friso, a la izquierda.

Susa atravesó una gran transición política y etnocultural cuando pasó a formar parte del imperio aqueménida persa entre 540 y 539 a. C. cuando fue capturada por Ciro el Grande durante su conquista de Elam (Susiana), de la que Susa era la capital. La Crónica de Nabónido documenta que, antes de las batallas, Nabónido había ordenado que se llevaran a la capital estatuas de culto de las ciudades babilonias periféricas, lo que sugiere que el conflicto sobre Susa había empezado posiblemente en el invierno de 540 a. C.
Es probable que Ciro negociase con los generales babilonios para obtener un compromiso por su parte y así evitar un enfrentamiento armado. Nabónido estaba en la ciudad en aquella época y pronto huyó a la capital, Babilonia, que no había visitado en años. La conquista de Susa por Ciro, y del resto de Babilonia, dio comienzo a un cambio fundamental, llevando a Susa al control persa por vez primera. 
Tal vez ya desde el reinado de Ciro II (c. 559-529 a. C.), Susa funcionó como una de las capitales del Imperio persa. Pero, con toda seguridad, bajo el hijo de Ciro, Cambises II, Susa se convirtió en el centro político como una de las cuatro capitales del imperio persa aqueménida, al tiempo que reducía la importancia de Pasargada como capital de Persia. Tras el breve gobierno de Cambises, Darío el Grande comenzó un gran programa constructivo en Susa y Persépolis. En esta época, describe su nueva capital en la inscripción DSf:

"Este palacio que construí en Susa, tiene decoración traída de lejos. Hacia abajo se excavó la tierra, hasta que alcancé el lecho de roca. Cuando se terminó la excavación, entonces se apisonaron los escombros, alrededor de 40 codos de hondo, otra parte 20 codos de profundo. Sobre esos escombros se construyó el palacio."

Susa siguió siendo la capital de invierno y residencia de los reyes aqueménidas que sucedieron a Darío el Grande, Jerjes I y sus sucesores. Desde Susa habría partido Jerjes I en el verano de 481 a. C. en dirección a Critalia, en Capadocia, para conquistar Grecia.
En la ciudad se ambienta la obra Los persas (472 a. C.), una tragedia ateniense del dramaturgo griego Esquilo, que es la obra más antigua que se conserva en la historia del teatro.
Acontecimientos mencionados en el Libro de Ester del Antiguo Testamento se dice que acontecieron en Susa durante la época aqueménida o sasánida.

### Períodos macedonio, parto y sasánida

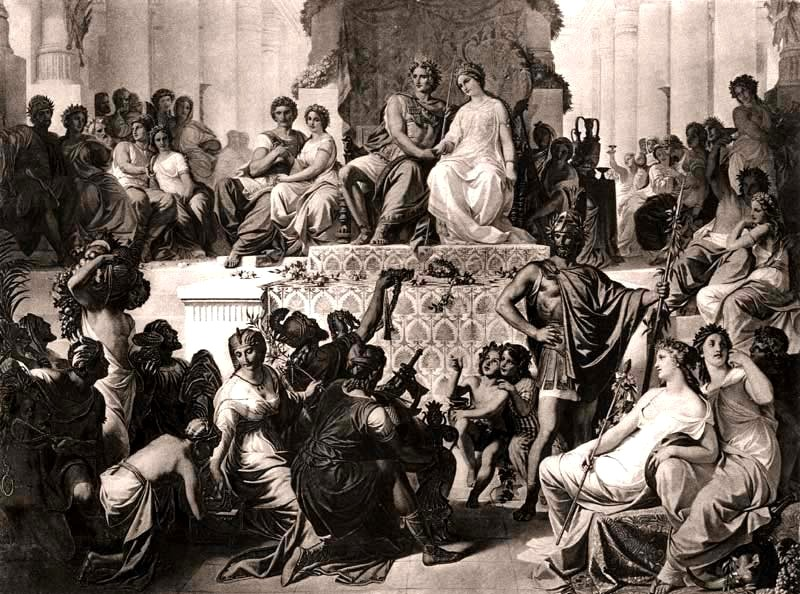
Los matrimonios de Barsine-Estatira y Alejandro Magno de Macedonia y su hermana, Dripetis con Hefestión en Susa en 324 a. C., como representa un grabado de finales del.

Susa fue conquistada por Alejandro Magno en el 331 a. C. con lo que se hizo con el primer Imperio persa. Entonces Susa perdió gran parte de su importancia. Allí se celebraron las llamadas «bodas de Susa» que concertó Alejandro en 324 a. C. en Susa, entre los macedonios y los persas. 
Aproximadamente un siglo después de Alejandro, Susa cayó en la órbita del imperio seléucida. Después de Seleucia, era la ciudad más grande bajo control seléucida en aquella época.[cita requerida] Susa usó Alejandría de Susiana (Cárace) como su puerto. Conservó bastante independencia y su organización como ciudad-estado griega hasta bien avanzado el período parto y parece haber ganado independencia bajo una dinastía cuyos reyes llevaban el nombre de Kamnaskires en el siglo I d. C.
Cuando el Imperio parto ganó su independencia del imperio seléucida y asumió el control de gran parte de sus provincias orientales, Susa fue convertida en una de las dos capitales (junto con Ctesifonte) del nuevo estado. 
Susa fue un lugar frecuente de refugio para los partos y, más tarde, los reyes sasánidas de Persia, cuando los romanos saquearon Ctesifonte cinco veces diferentes entre 116 y 297 d. C. (Susa fue capturada brevemente solo por el emperador romano Trajano en 116 d. C. y nunca más los avances del imperio romano llegaron tan al este). Habitualmente los gobernantes partos pasaban el invierno en Susa y el verano en Ctesifonte.

### Período postislámico y degradación
Susa fue destruida al menos tres veces en su historia. La primera fue en el año 647 a. C., por Asurbanipal. La segunda tuvo lugar en el año 638, cuando los ejércitos musulmanes conquistaron por vez primera Persia. En 1218 la ciudad fue arrasada por los invasores mongoles. La ciudad quedó aún más degradada en el siglo XV cuando la mayoría de su población se trasladó a Dezful y quedó como el pequeño asentamiento actual.
Susa tuvo una significativa población cristiana a lo largo del primer milenio y fue una diócesis de la Iglesia asiria del Oriente entre los siglos V y XIII, en la provincia metropolitana de Beth Huzaye (ʿIlam o Elam) ܒܝܬ ܗܘܙܝܐ.

## Patrimonio de la Humanidad
En julio del 2015 fue inscrita en la lista del patrimonio de la Humanidad por la Unesco.

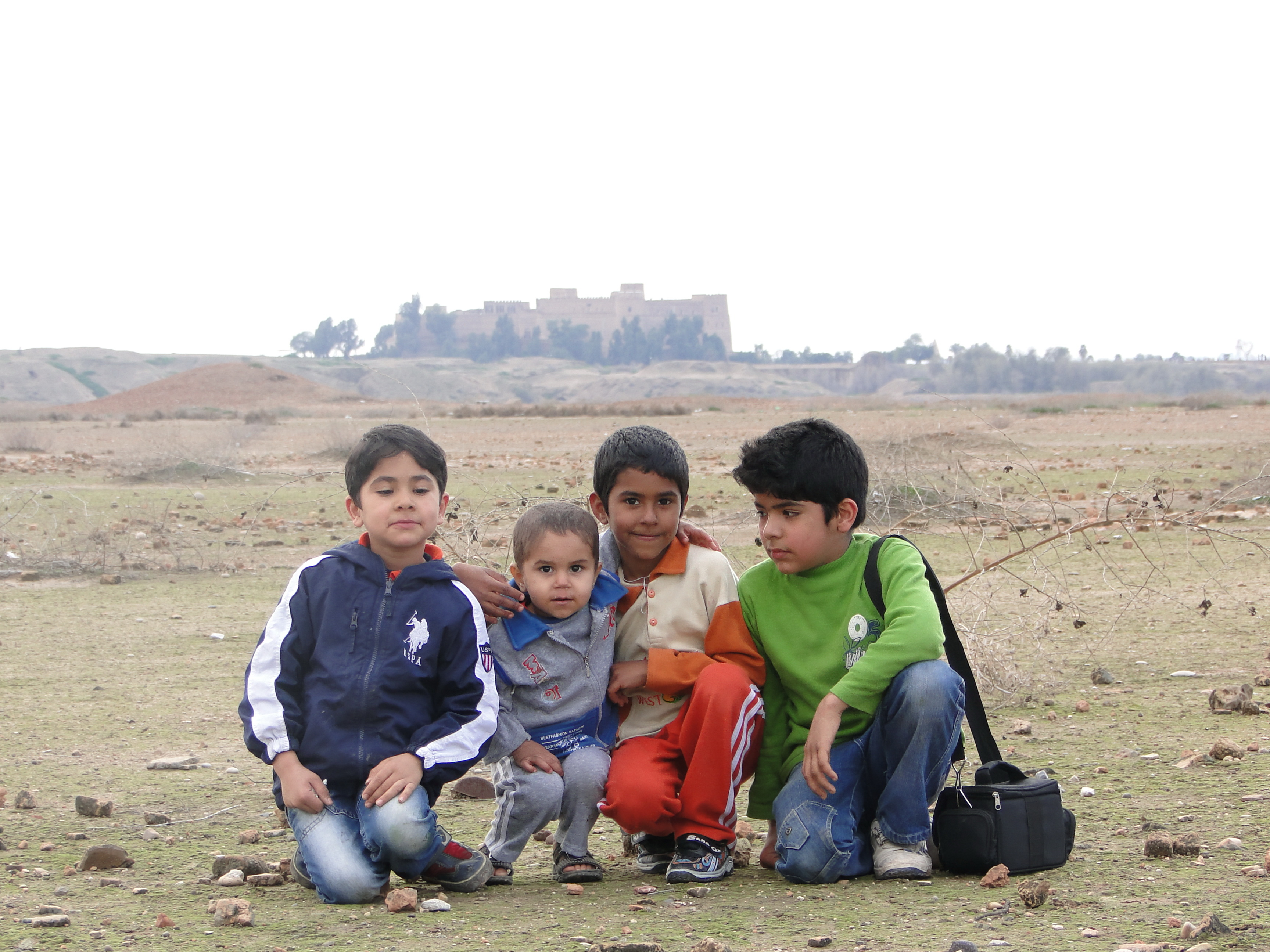
Niños en Susa.